# Granatellus venustus
La reinita mexicana o rosillo occidental (Granatellus venustus) es una especie de ave paseriforme de la familia Cardinalidae endémica de México.

## Taxonomía

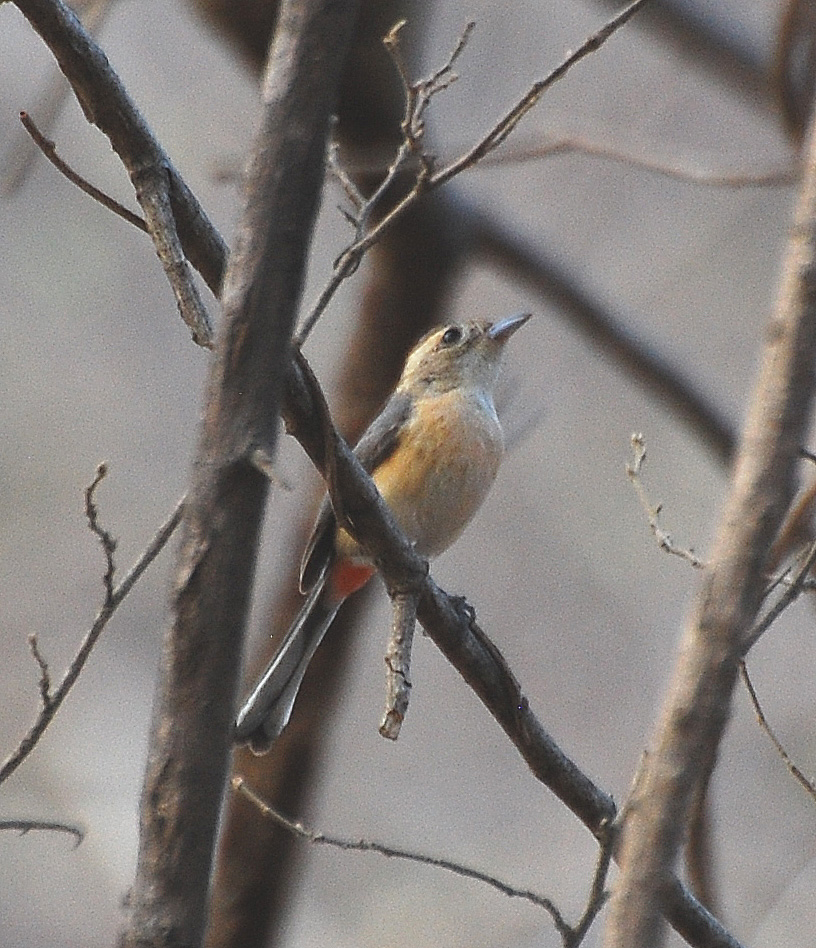
Hembra.

El género Granatellus tradicionalmente se clasificaba en la familia Parulidae, pero los análisis del ADN mitocondrial indicaron que debía situarse en la familia Cardinalidae.

## Descripción
La reinita mexicana mide alrededor de 15 cm de largo, incluida su larga cola. La especie muestra un marcado dimorfismo sexual. Los machos tienen el plumaje de sus partes superiores de color gris oscuro azulado, salvo su cola y los laterales de su cabeza que son negros. Presenta una ancha lista superciliar blanca que empieza en el ojo y se extiende hacia atrás. También son blancos su garganta, flancos y las plumas laterales de la cola. El resto de sus partes inferiores son rojas, especialmente el pecho, y están separados de la garganta por una lista negra. En cambio, las hembras tienen el plumaje de las partes inferiores y los laterales de la cabeza anteado blanquecinos, y solo tienen rojiza la zona perianal. El pico de ambos es negruzco y puntiagudo.

## Distribución y hábitat
Se extiende por las regiones costeras del Pacífico mexicano desde el centro de Sinaloa hasta Chiapas, incluidas las islas Marías. Su hábitat natural son los bosques y zonas de matorral de los montes.

## Taxonomía
Se reconocen dos subespecies, según un orden filogenético de la lista del Congreso Ornitológico Internacional:
- G. v. francescae Baird, SF, 1865
- G. v. venustus Bonaparte, 1850